# كيفن ويلش
كيفن ويلش (بالإنجليزية: Kevin Welch)‏ هو مغن مؤلف وموسيقي أمريكي، ولد في 17 أغسطس 1955 في لونغ بيتش في الولايات المتحدة.

## وصلات خارجية
- كيفن ويلش على موقع IMDb (الإنجليزية)
- كيفن ويلش على موقع ميوزك برينز (الإنجليزية)
- كيفن ويلش على موقع أول ميوزيك (الإنجليزية)
- كيفن ويلش على موقع ديسكوغز (الإنجليزية)